# Бенбоу, Джон
Джон Бе́нбоу (англ. John Benbow; 10 марта 1653, Шропшир, Англия — 4 ноября 1702, Порт-Ройал, Кингстон, Ямайка) — адмирал английского флота.

## Биография

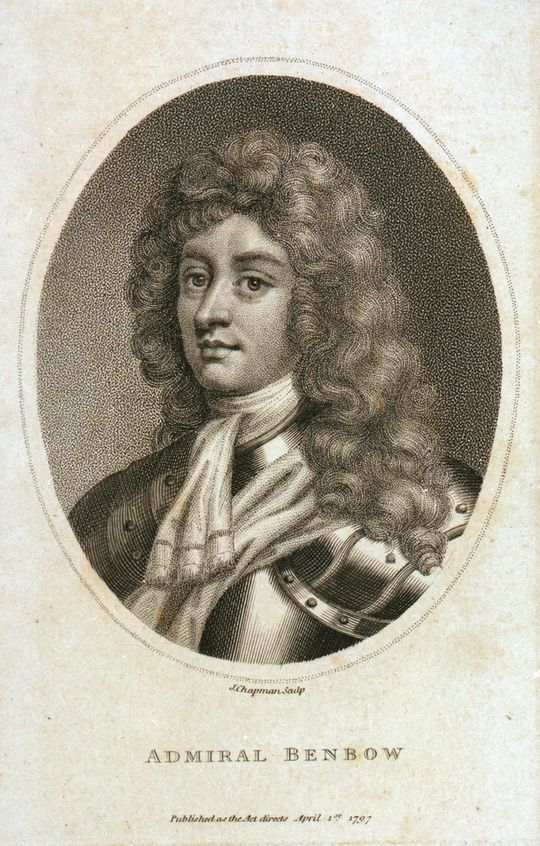
Адмирал Бенбоу гравюра 1797 года

Родился в семье дубильщика. Служил на военных кораблях и торговых судах. В возрасте 36 лет стал капитаном. В составе эскадры под командованием Эдварда Рассела принимал участие в битве у Ла-Хога в 1692 году в ходе Девятилетней войны. В 1693 году участвовал в бомбардировках французского порта Сен-Мало и сражался с французскими каперами в Ла-Манше.
По окончании войны Бенбоу руководил доками в Детфорде.
В январе 1698 года в Лондон прибыло Великое посольство из России во главе с Петром I. Русские три месяца провели в поместье Сайес Корт в Детфорде, которое капитан Бенбоу, в свою очередь, снимал у писателя Джона Ивлина. Имение было выделено правительством Британской Империи (с разрешения Бенбоу) из-за лёгкого доступа к порту, где Пётр мог обучаться кораблестроению. Позднее Бенбоу обратился в казначейство с требованием о возмещении ущерба, нанесённого Посольством: «большая часть мебели поломана, утрачена либо уничтожена; от ухоженного сада, [посаженного Ивлином], не осталось и следа; почти все замки сломаны: возможно, Пётр упражнялся в практической механике». Были повреждены 20 картин, а также другие ценные предметы на морскую тематику. Для проверки был отправлен выдающийся британский архитектор Кристофер Рен совместно с гардеробщиком Джозефом Сьюэллом и главным садовником королевского двора Джорджем Лондоном. Осмотрев имущество, комиссия признала его «полностью разрушенным». Казначейство компенсировало Бенбоу сумму в размере 350 фунтов, 9 шиллингов и 6 пенни (по другим данным, Бенбоу были отданы порядка 158 фунтов; Ивлину были компенсированы 55 фунтов за утраченное имущество и 107 фунтов 7 шиллингов за «повреждения, нанесённые конструкции дома»). Впрочем, ещё до визита русской делегации Ивлин отмечал, что самому Бенбоу также следовало быть более бережливым к имуществу, отмечая, что «с огорчением видит, как каждый день многие из его прежних трудов и расходов приходят в упадок из-за отсутствия более вежливого арендатора».
В том же 1698 году Бенбоу с эскадрой был отправлен в Вест-Индию для действий против испанцев. Был Командующим английским флотом в Вест-Индии с 1698 по 1700 годы.
В сентябре 1701 года уже в звании вице-адмирала Бенбоу вторично прибыл в Вест-Индию. В ходе войны за испанское наследство он получил приказ пресечь поставки серебра во Францию из Нового Света.

## Бой в августе 1702 года

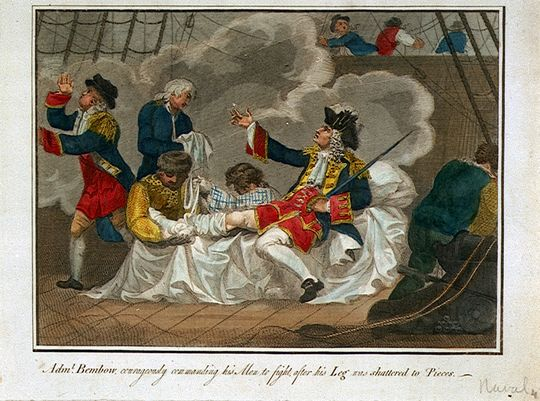
Картина 1703 года:
Адмирал Бенбоу продолжает командовать даже после тяжелой раны ноги

19 августа 1702 года эскадра под командованием Джона Бенбоу в Карибском море у побережья близ города Санта-Марта вступила в бой с французской эскадрой, которой руководил Жан-Батист Дюкасс. Однако командиры 4 линейных кораблей Бенбоу уклонились от выполнения приказа и не вступили в бой. Бенбоу фактически сражался тремя линейными кораблями против 4 линейных кораблей и одного фрегата французов.
В подобных условиях бой продолжался 5 дней. Утром 24 августа из-за несогласованности действий корабль Бенбоу «Бреда» оказался в окружении французов. Сам адмирал был тяжело ранен: ему раздробило ногу, однако он остался на шканцах и продолжал руководить боем.
Однако 25 августа никто из его капитанов не выполнил поднятый адмиралом сигнал преследовать врага. Корабли Бенбоу даже не смогли выстроиться в линию. На созванном военном совете почти все капитаны высказались за отказ от преследования противника. Бенбоу отдал приказ уходить на Ямайку.
Впоследствии он получил письмо от Дюкасса:

Сэр,

в прошлый понедельник я имел мало шансов избежать ужина в вашей каюте, но Богу было угодно распорядиться по-другому. Я благодарен Ему за это. Что касается тех трусливых капитанов, которые покинули Вас, повесьте их — ибо, клянусь Богом, они заслуживают этого.

Искренне Ваш,

Дюкасс
Оригинальный текст (англ.)Sir,
I had little hopes on Monday last but to have supped in your cabin: but it pleased God to order it otherwise. I am thankful for it. As for those cowardly captains who deserted you, hang them up, for by God they deserve it.
Yours,
Du Casse

Бенбоу ампутировали ногу, однако последствия от ранения оказались слишком тяжёлыми и 4 ноября 1702 года он скончался, тело адмирала было вывезено в Англию и похоронено в Детфорде за государственный счет. Двое из капитанов Бенбоу были расстреляны за трусость и невыполнение приказа, ещё один уволен со службы и заключен в тюрьму.

## Память
Адмирал Бенбоу стал национальным героем в Англии. Его именем было названо три корабля ВМФ Великобритании. Ему было посвящено несколько поэм и других произведений.
Действие романа Роберта Льюиса Стивенсона «Остров сокровищ» начинается в таверне «Адмирал Бенбоу».